# St. Ulrich (Emmenhausen)

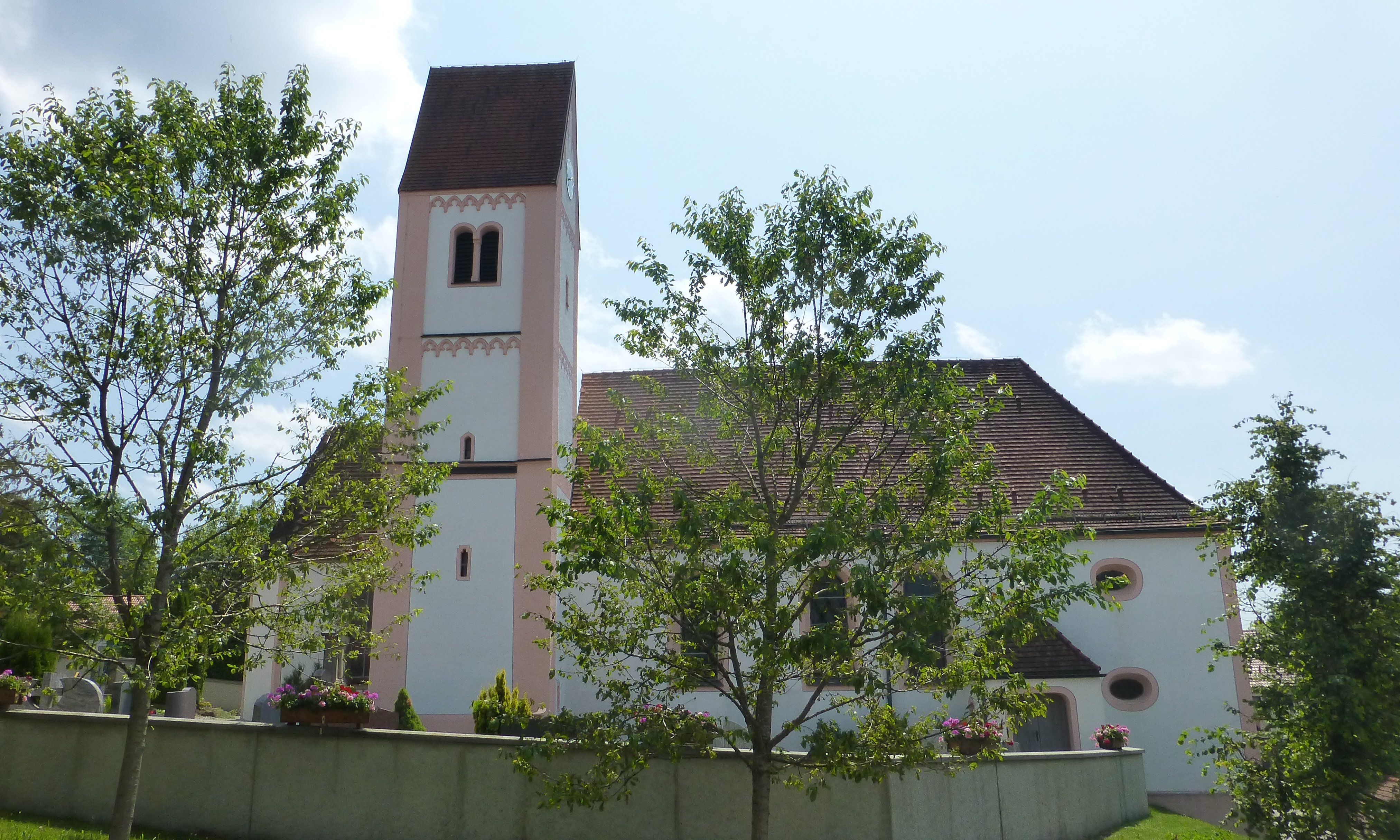
St. Ulrich in Emmenhausen

St.  Ulrich ist die römisch-katholische Pfarrkirche  steht in Emmenhausen, einem Gemeindeteil des Marktes Waal im schwäbischen Landkreis Ostallgäu in Bayern. Das denkmalgeschützte Bauwerk ist in der Liste der Baudenkmäler in Waal unter der Nr. D-7-77-177-26 eingetragen. Die Pfarreiengemeinschaft mit Waal, Bronnen und Waalhaupten hat ihren Sitz in Waal und gehört zum Dekanat Kaufbeuren des Bistums Augsburg.

## Beschreibung
Die Saalkirche wurde 1488 vermutlich an der Stelle einer älteren Kirche von den Honolds als lokalen Adligen errichtet. Sie besteht aus einem Langhaus, das 1826 auf Kosten des Gerichtsvogts Nikolaus Frühhol nach Westen verlängert wurde, einem eingezogenen, dreiseitig geschlossenen Chor im Osten, der anschließend 1832 nach Osten verlängert wurde, einem Chorflankenturm, der mit einem Satteldach bedeckt ist, an der Nordwand und der Sakristei an der Südwand des Chors. Das oberste Geschoss des Chorturms beherbergt den Glockenstuhl mit drei Kirchenglocken. Die Zifferblätter der Turmuhr sind in den Giebeln des Chorflankenturms angebracht. Das Fresko im Chor wurde 1833 von Alois Keller mit der Darstellung des Abendmahls gestaltet. Im Langhaus hat Johann Pankraz Kober auf dem Fresko die Schlacht auf dem Lechfeld gezeichnet.